# Gagrella ochroleuca
Gagrella ochroleuca is een hooiwagen uit de familie Sclerosomatidae.